# Imperi Mogol
|  | No s'ha de confondre amb Imperi Mongol. |

L'imperi mogol (turc: Babür İmparatorluğu; persa: گورکانی, Gurakâni; urdú: سلطنت مغلیہ, Soldanat Muġalīah) fou un imperi turc-musulmà que dominà una gran part del subcontinent indi entre els anys 1527 i 1707. A partir d'aquesta data, la influència de la dinastia va minvar tot i que es va mantenir oficialment al poder fins a l'any 1858.
Aquest imperi fou el resultat de l'expansió dels mongols al segle xvi sota la impulsió de Bàber (1483-1530), turcomongol islamitzat de cultura persa. Sota aquesta dinastia, s'instaurà una fórmula de govern basada en la tolerància religiosa i en una certa igualtat davant l'impost, així com un període de gran floriment cultural i artístic. Al seu apogeu, l'imperi mogol va representar un exemple destacable d'estat centralitzat i tolerant; la seva extensió, el respecte que inspirava als seus veïns, la riquesa exhibida a la cort i en les construccions van fascinar bon nombre de visitants estrangers, que l'anomenaren l'«imperi del Gran Mogol». Si aquesta esplendor i aquesta tolerància cultural no sobrevisqueren plenament al seu principal promotor, l'emperador Àkbar, facilitaren nogensmenys l'obertura de l'Índia a la resta del món i en particular a les empreses colonials dels europeus.

## Història

### Naixement de l'imperi

#### Bàber
A la fi del segle xv, l'imperi de Tamerlà s'havia reduit a causa de les envestides dels xinesos i dels perses. Zahir-ud-Din Muhàmmad, descendent de Tamerlà i jove rei de Ferganà, a l'actual Uzbekistan, va haver de combatre els uzbeks durant l'inici del seu regne abans de perdre definitivament les seves possessions l'any 1497. Arran d'això, aquell que serà conegut com a Bàber, «el tigre», es va establir a l'Afganistan on va conquerir les zones de Kabul i Kandahar. Des d'allà va intentar apoderar-se de Samarcanda, la capital dels seus avantpassats timúrides. En no reeixir, va deixar els territoris afganesos en mans dels seus vassalls i va mirar d'ampliar els seus dominis cap a la zona del Ganges.
Al cap de cinc intents, iniciats l'any 1519, Bàber venç, el 21 d'abril del 1526, el poderós soldà de Delhi Ibrahim Lodi a la batalla de Panipat i es proclama soldà en lloc seu, el que va ser el començament de la dinastia mogol de l'Índia. Bàber va establir la seva capital a Agra i va continuar les conquestes, fins a vèncer la revolta d'una coalició de rajputs i els atacs d'altres soldans musulmans l'any 1527. Va morir l'any 1530, quan controlava gairebé tot el nord de l'Índia però sense haver pogut consolidar veritablement els seus territoris. En les seves Memòries s'hi descobreix el seu vessant de monarca delerós d'aportar a l'Índia els aspectes més brillants de la civilització musulmana.

#### Humayun i Xer-Xah
Bàber fou succeït pel seu fill Humayun, que de seguida es va haver d'enfrontar amb diverses revoltes. Va vèncer el soldà del Gujarat però el 1540, Xer-Xah Surí, un dels generals del seu pare esdevingut soldà del Bihar (Afganistan), el va foragitar del poder després de la batalla de Chausa i la batalla de Kannauj, i Humayun es va haver d'exiliar a Pèrsia durant quinze anys. Xer-Xah va establir una efímera dinastia que controlava els dominis establerts per Bàber, però la seva aportació va ser molt important pel futur desenvolupament de l'imperi. Va ser sota el seu domini que l'islam s'implantà sòlidament a l'Índia però, sobretot, va reorganitzar l'administració i la divisió territorial, tot centralitzant el poder de manera eficaç, va afavorir el comerç millorant les carreteres i va instaurar un sistema de justícia que no feia diferències segons el rang social.
El 1555, amb l'ajut del xa de la Pèrsia safàvida va creuar l'Indus el desembre de 1554 i el febrer de 1555 va ocupar Lahore i després Dipalpur. El 28 de maig es van trobar amb les tropes de Sikander-Xah Suri, el nou sultà suri, a Sirhind i el 22 de juny de 1555 a la batalla de Macchiwara el va derrotar decisivament; el 23 de juliol, Humayun va entrar finalment Delhi, retrobant el seu tron al cap de 15 anys d'exili. però va morir tot just l'any següent d'un accident. Malgrat les dificultats del seu regnat, va continuar nogensmenys l'obra de difusió cultural començada pel seu pare, en particular introduint de manera duradora l'art i la cultura perses. A la seva mort va deixar el tron al seu fill Jalal ud-Din, que només tenia catorze anys. Va ser amb ell, que seria anomenat més endavant Àkbar («el més gran»), que els mogols van establir un veritable imperi consolidat i esplendorós.

### Esplendor

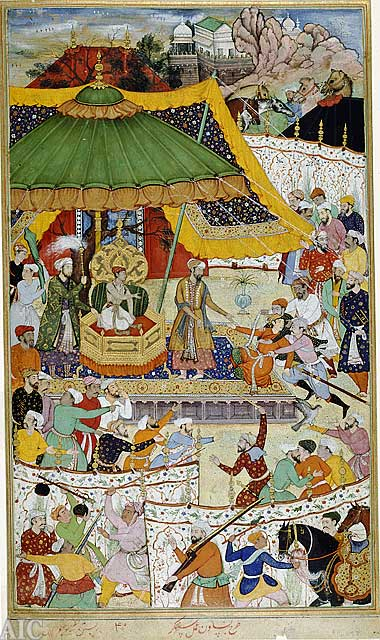
A la cort d'Àkbar (1590)

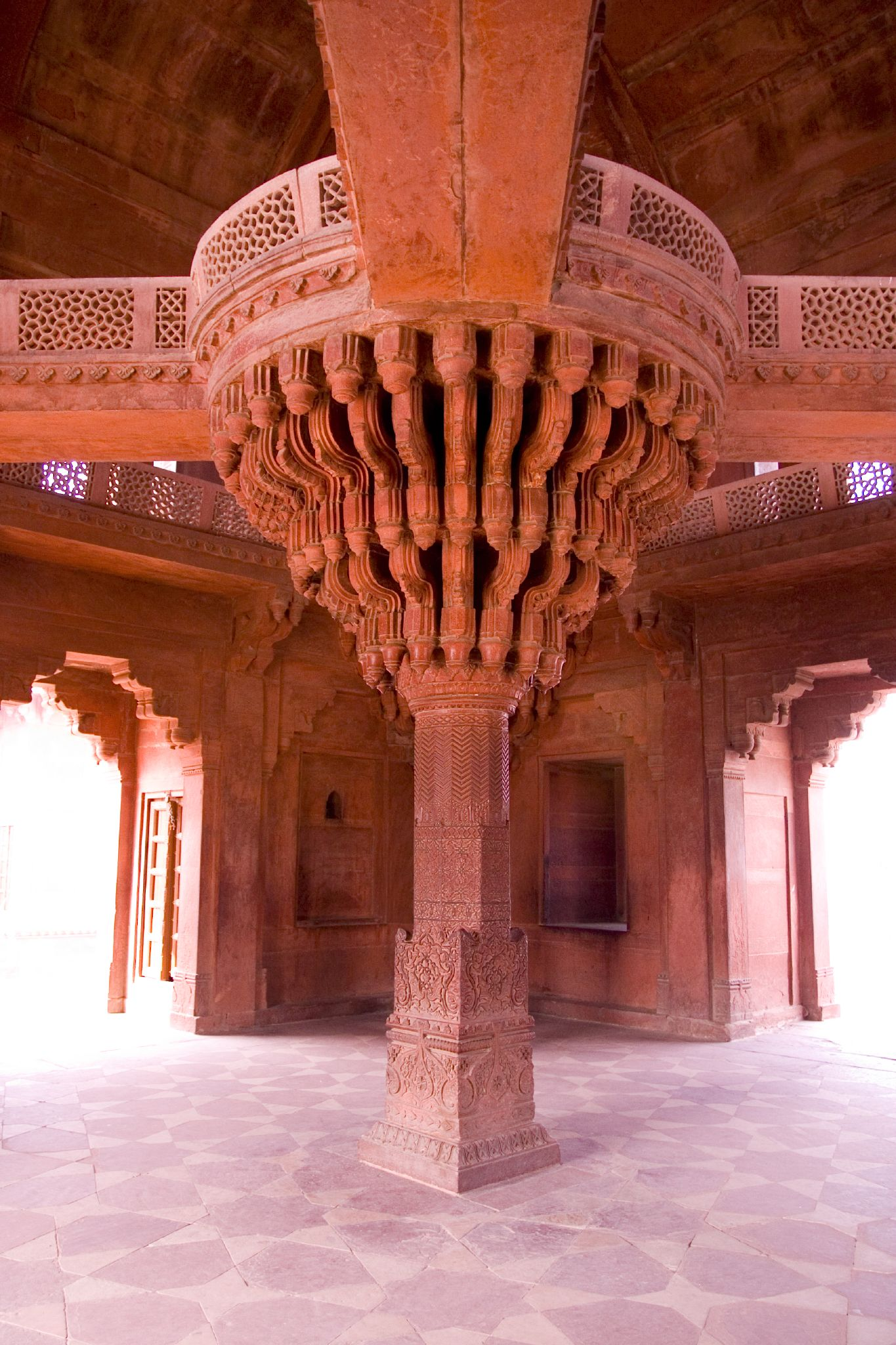
Interior d'un dels edificis de Fatehpur Sikri

#### Àkbar

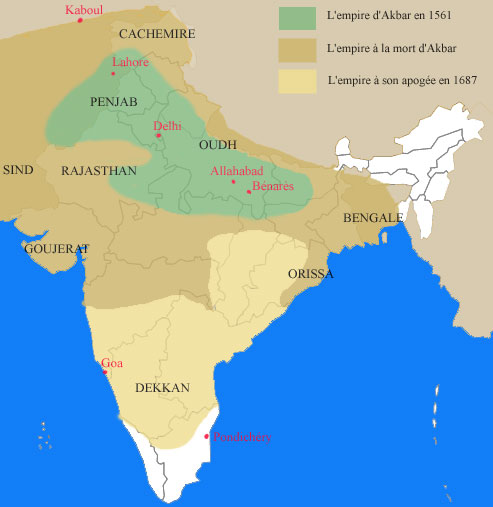
L'imperi mogol al naixement (verd) i la mort (marró fosc) d'Akbar

Amb Akbar al poder, els rebel rajput Hem Chandra Vikramaditya va conquerir Delhi i Agra després de derrotar el general mogol Tardi Beg a la batalla de Tughlaqabad el 7 d'octubre de 1556 i es va coronar Raja Vikramaditya a Delhi però fou vençut i decapitat per Àkbar a la Segona batalla de Panipat el 5 de novembre de 1556. A partir del 1560, l'emperador, que havia reconquerit la totalitat dels territoris del seu avi Bàber, va estendre l'imperi fins al golf de Bengala i, cap al sud, fins a l'altiplà del Dècan. El regne de Vijayanagar va ser l'últim bastió hindú conquerit el 1565. Àkbar també va saber reprimir les revoltes dels uzbeks i dels afganesos. Aquesta repressió era indispensable en la mesura que aquestes regions, antigament sotmeses a l'autoritat mongola, subministraven a l'exèrcit les tropes d'elit, cavallers i arquers. Com molts sobirans musulmans, Àkbar va crear la seva pròpia capital, Fatehpur Sikri, que va haver d'abandonar el 1585 per tornar a Agra. Així, a la darreria del segle xvi, es va establir a l'Índia una nova potència política, en unificar la multitud de principats hindús i de soldanats que hi havia fins aleshores.
Després d'analitzar les causes de la dislocació de les conquestes de Bàber, Àkbar va optar per un sistema administratiu molt més centralitzat, on els desbordaments d'autoritat eren severament reprimits. Alhora, va entendre que per mantenir la unitat dels seus dominis calia ser tolerant i mirar d'implicar tots els pobles i creences dins d'un marc comú on cadascú s'hi sentís acceptat. Amb aquest objectiu va proposar, el 1582, un moviment sincrètic religiós anomenat Tauhid-i Ilahi o «Diví monoteisme», on s'integraven les idees de l'islam, del jainisme i del cristianisme.
Si bé l'economia d'aquest immens territori reposava principalment sobre l'agricultura i la ramaderia, ja abans de l'adveniment dels mogols s'hi havia desenvolupat un circuit comercial internacional eficaç: amb l'imperi xinès d'un cantó, però també amb els europeus, principalment portuguesos, instal·lats a les costes des del segle xv.

#### Art i cultura
L'imperi d'Àkbar era doncs a la cruïlla de nombroses influències i el seu regnat es va caracteritzar per una civilització cosmopolita brillant, on l'art i la cultura van florir de manera excepcional, sostingudes per una riquesa extraordinària que va fer d'aquest emperador potser el sobirà més ric del segle xvi. A la cort, i entre els seus consellers, hi havia no solament erudits musulmans sinó també hindús i cristians, i arran d'aquests contactes i intercanvis, la literatura en especial va gaudir d'un gran desenvolupament. Tant a la capital com a les corts de les províncies, els poetes hi eren presents i molt respectats; es van fundar biblioteques i universitats; es van crear noves llengües, com l'hindi, el bengalí i el marathi; el Ramayana es va traduir en hindi i els Upanixad en persa.
L'arquitectura, integrant influències musulmanes i hindús, va esdevenir especialment lluent. Durant el seu regne es van erigir, entre d'altres, el mausoleu del seu pare així com el seu propi mausoleu a Sikandra i les fortaleses d'Agra i d'Allahabad.

#### Societat
La nova administració creada per Àkbar es dividia en tres serveis: el primer era la cort, que dirigia quaranta-dues seques; l'exèrcit era el segon, dirigit per un tresorer-pagador general, i el tercer estava sota la direcció del visir i dels maharajàs, que recaptaven els impostos i administraven la justícia a les diferents províncies.
Del 1563 al 1579, tot el sistema fiscal va ser transformat: l'impost sobre els no musulmans, la jizya, va ser abolit; l'impost predial, instaurat per Humayun, va ser fixat a un terç de les collites i el cadastre es va organitzar a partir d'una base mètrica homogènia (54,60 m); les diferències de fertilitat de les terres van ser tingudes en compte i els eventuals abusos van ser castigats per Àkbar i el seu conseller Todar Mal, un hindú.
En l'àmbit social, a part de l'abrogació de la jizya, Àkbar va prohibir per respecte envers els hindús que es mengés la carn de vaca, va imposar noves regles en matèria d'edat del matrimoni, va prohibir el suïcidi tradicional de les vídues (sati), va autoritzar el consum del vi com es feia en l'islam persa i va permetre altre cop la construcció de temples hindús. També va exigir la prosternació davant d'ell, instaurant així una forma oriental de despotisme il·lustrat.
Aquesta tolerància, però, va ser una de les causes del declivi de l'imperi, ja que va permetre l'eclosió de diversos corrents hinduistes que més tard van lluitar per la supremacia d'aquesta religió, com ara el sikhisme o el tantrisme. Els darrers anys del regne d'Àkbar van estar marcats per les revoltes del seu fill, el futur emperador Jahangir.

### Plenitud i inici del declivi

#### Jahangir

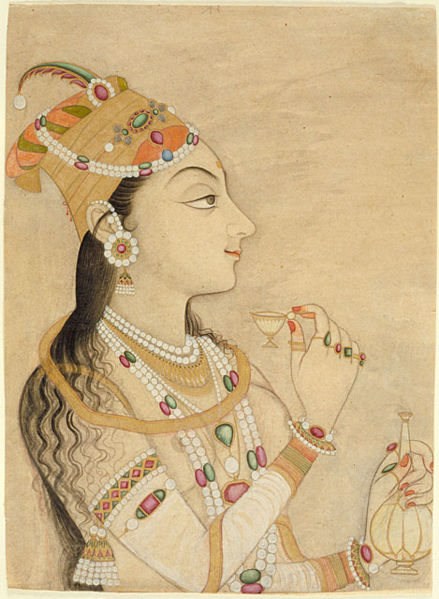
La reina Nur Jahan

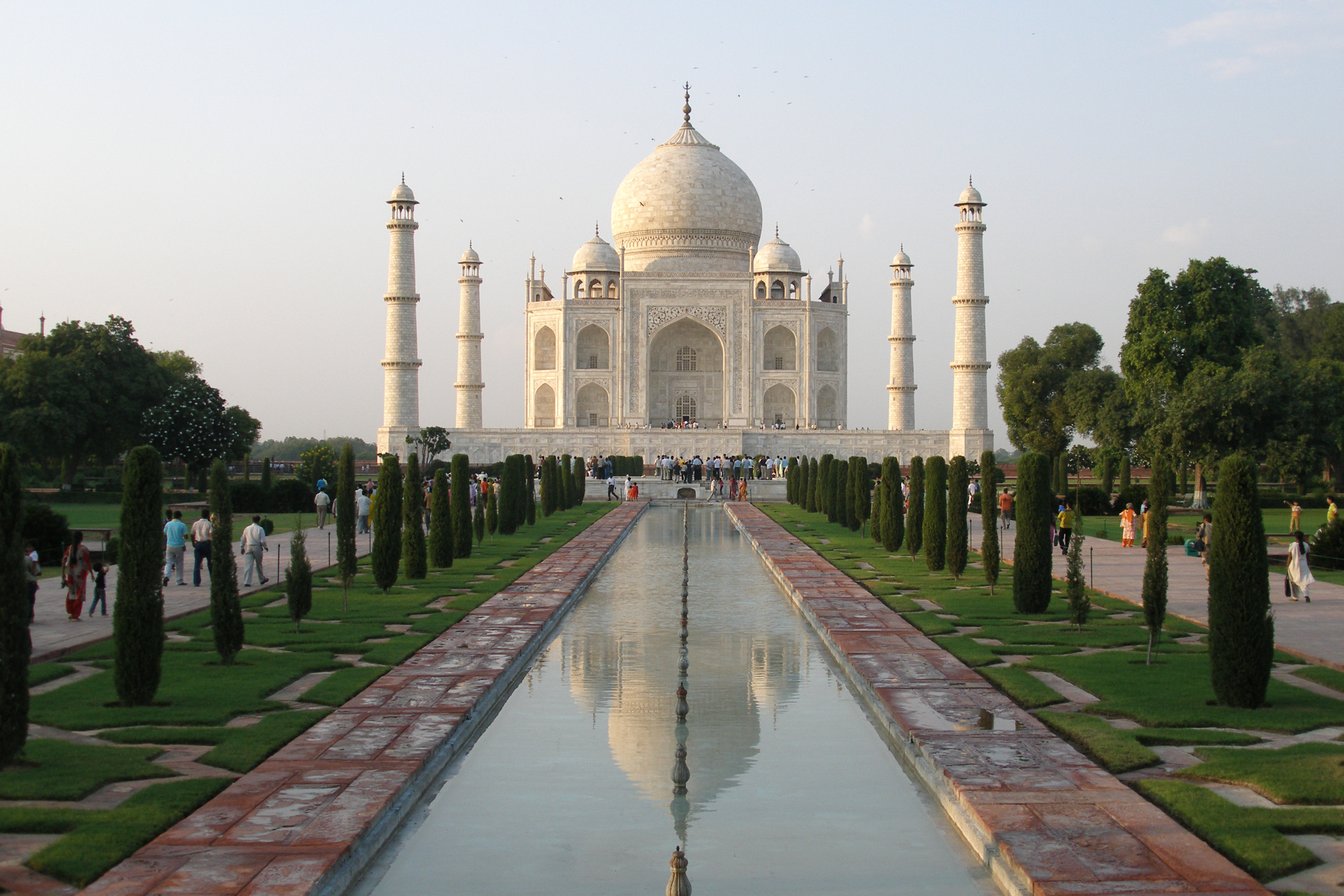
El Taj Mahal

Entre el 1605 i el 1658, Jahangir i el seu fill Xa Jahan, els dos següents emperadors, van ampliar les fronteres de l'imperi i van continuar l'obra artística i especialment arquitectònica dels seus predecessors, gràcies a la riquesa fenomenal que van heretar. Per contra, els dos eren musulmans molt creients i van fer marxa enrere pel que fa a la política de tolerància que havia caracteritzat el regnat d'Àkbar.
Jahangir, home refinat, coneixedor de les arts i poeta, es va casar amb una princesa persa anomenada Nur Jahan (Llum del món) que es va convertir en el personatge més important de la cort; de resultes d'això, poetes, artistes i oficials perses van trobar-hi asil, però alhora, el nombre d'oficials improductius, la corrupció i l'excessiva representació persa van anar soscavant la imparcialitat de la cort. D'altra banda, Jahangir va promoure les conversions a l'islam; va perseguir els seguidors del jainisme i els marathes i va fer executar el guru sikh Arjun Dev.
Els intents de l'emperadriu per assegurar el tron a un príncep de la seva elecció va fer que Xa Jahan es rebel·lés el 1622. Aquell mateix any Abbas I el Gran, el xa de la dinastia safàvida de Pèrsia va recuperar Kandahar, al sud de l'Afganistan, el que va significar un revés pel prestigi de l'imperi mogol.
Amb tot, durant el regnat de Jahangir, encara es van mantenir una real estabilitat política i una bona activitat econòmica que van començar a declinar amb Xa Jahan. Els comerciants britànics es van veure immersos en diverses ocasions en enfrontaments amb els holandesos i els portuguesos que es trobaven també a la zona. La victòria sobre els portuguesos a la batalla de Swally en 1612 facilità el fet que la Companyia guanyés el favor de l'Emperador mogol, qui va permetre als britànics comerciar en tots els ports del seu imperi a partir de l'any 1615.

#### Xa Jahan
En el transcurs del seu llarg regnat, Xa Jahan va dur a terme diverses campanyes militars al Dècan, que no va aconseguir conquerir mai completament; i tot i que van servir per a demostrar-ne la capacitat militar, aquestes campanyes van drenar l'economia de l'imperi. L'Estat es convertia cada cop més en una màquina militar i els nobles es multiplicaven, el que augmentava la demanda d'ingressos. D'altra banda entre 1630 i 1632 les fams van provocar milions de morts a diversos indrets de l'imperi; això va fer que la pressió fiscal esdevingués pràcticament insuportable, tant més que l'emperador cedia cada cop més autoritat als soldans de les províncies, els càrrecs dels quals s'havien tornat hereditaris.
Però el regne de Xa Jahan també es va caracteritzar pel desenvolupament de la literatura, de les arts i particularment de l'arquitectura: va fer construir a Agra el Taj Mahal (1632-1653), en memòria de la seva esposa, i el 1648 va transferir la seva capital d'Agra a Delhi, on va fer construir una Gran Mesquita i un Fort Vermell més monumentals que els d'Agra. Xa Jahan va ser destituït pel seu fill Aurangzeb, que es va revoltar contra ell l'any 1658, i va passar els darrers anys de la seva vida presoner al fort d'Agra.

#### Aurangzeb
El regnat d'Aurangzeb va representar l'apogeu territorial de l'imperi mogol, que s'estenia aleshores des de Kabul fins al sud del Dècan. Però també va ser el darrer d'aquells que hom anomenava els Gran Mogols. La seva intransigència religiosa va trencar la relativa harmonia entre els musulmans sunnites, les masses hindús i fins i tot els xiïtes. Com a fonamentalista, va prohibir la música a la cort, va abolir les cerimònies, i el seu refús de les representacions gràfiques va iniciar el declivi de l'art de la miniatura índia. També es va oposar al sufisme, que era molt popular a l'Índia, va perseguir els sikhs i, no només va prohibir la construcció de nous temples hinduistes, sinó que en va fer destruir molts. A més, va reforçar l'hostilitat de les masses camperoles restablint el 1679 l'impost sobre els no musulmans.
A causa d'això, del 1669 al 1680, els xiïtes es van revoltar al nord de l'imperi, així com els sikhs, que fins aleshores havien constituït l'elit de l'exèrcit mogol. Al sud, el príncep Xivaji Bhosle va federar els hindús de tota la regió del Dècan i després de tota una vida de lluites i de guerrilles amb l'Adilxah del Sultanat de Bijapur i l'Imperi Mogol d'Aurangzeb va fundar l'any 1674 un regne Maratha independent amb capital a Raigad.
Aurangzeb, que va derrotar els va morir l'any 1707 deixant l'imperi en una situació afeblida, amb les arques buides i les províncies en constant efervescència.

### Decadència
Amb Bahadur Xah, el poder dels emperadors mogols va començar a declinar progressivament fins a convertir-se en simples figures decoratives, que eren controlats primer per cortesans i més tard per diversos senyors de la guerra que gaudien cada cop de més poder. D'altra banda, a partir dels anys 1670, els europeus guiats per les seves ambicions colonialistes s'havien aliat amb els marathes, amb els quals van desenvolupar relacions comercials però als qui també van equipar militarment per a combatre el Gran Mogol per tal de debilitar-lo. Així, al segle xviii, els successors d'Aurangzeb no regnaven més que sobre la regió de Delhi, i l'imperi mogol s'havia convertit en un simple estat entre d'altres. Al mateix segle xviii, l'imperi va patir igualment els atacs d'invasors perses i afganesos que van saquejar Delhi diverses vegades. Finalment, l'any 1803, Àlam II va acceptar formalment la protecció de la Companyia Britànica de l'Índia Oriental.
Els britànics ja havien començat a referir-se a la figura del Mogol com a «rei de Delhi», més que com a «emperador de l'Índia», un ús que es va formalitzar el 1803. Això evitava la noció incòmoda implicant que el sobirà britànic era d'un rang inferior a del monarca indi. Tot i així, durant encara unes quantes dècades, la Companyia Britànica va continuar regint oficialment les àrees sota el seu control com a servents nominals de l'emperador, i en el seu nom.
Però el 1857, després que alguns participants a la Revolta dels sipais declaressin la seva fidelitat a Bahadur Xah II, els britànics van decidir abolir definitivament la institució. Van deposar l'últim emperador mogol i el van exiliar a Birmània, on va morir l'any 1862.
Així prenia fi la dinastia mogol, després d'haver participat en una etapa transcendental de la història del subcontinent indi.